# Perissus kimi
Perissus kimi är en skalbaggsart som beskrevs av Tatsuya Niisato och Koh 2003. Perissus kimi ingår i släktet Perissus och familjen långhorningar. Inga underarter finns listade i Catalogue of Life.